# Li-cung
Li-cung (čínsky pchin-jinem Lǐzōng, znaky 理宗; 26. ledna 1205 – 16. listopadu 1264), vlastním jménem Čao Jün (čínsky pchin-jinem Zhào Yún, znaky zjednodušené 赵昀, tradiční 趙昀), od roku 1224 jako císař panoval čínské říši Sung. Nastoupil po bezdětném vzdáleném příbuzném, císaři Ning-cungovi.

## Život
Ling-cung se narodil jako Čao Jün 26. ledna 1205 Čao Si-luovi. Čao Si-lu byl kníže ze Žung a v osmé generaci potomek Čao Te-čaoa, druhého syna prvního sungského císaře Tchaj-cua. Čao Jün nijak nevynikal a byl původně bezvýznamným členem císařského rodu, ale tehdejší sungský císař Ning-cung (vládl říši Sung v letech 1194–1224; byl potomkem čtvrtého syna Tchaj-cua) byl bezdětný.
Císař Ning-cung proto roku 1197 vybral za svého následníka a adoptoval čtyřletého Čao Süna, též potomka Čao Te-čaoa. Čao Sün však roku 1220 zemřel. Novým následníkem se měl stát Čao Chung, adoptivní syn Čao Kaje, a stejně jako Ning-cung vnuk Siao-cunga. Proces adopce se táhl celý rok, během něhož si mladý princ znepřátelil jak Š’ Mi-jüana, který stál v čele vlády, tak vlivnou císařovnu Jang. Měsíc po adopci císař povýšil Čao Jüna na dědice této linie čao Te-čaoa. Následníka však nejmenoval. Až když roku 1224 onemocněl, den před smrtí jmenoval Čao Jüna svým synem a v noc své smrti následníkem. Panování nad říší se tak vrátilo starší větvi císařského rodu, po Tchaj-cuovi totiž nastoupil jeho mladší bratr Tchaj-cung a další císaři až po Ning-cunga byli Tchaj-cungovými potomky.
Jako císař je Čao Jün znám pod svých chrámovým jménem Li-cung. Nový císař neprojevoval přílišný zájem o vládu a věnoval se vědě a literatuře. Zemi fakticky spravoval Š’ Mi-jüan, který řídil vnitřní i zahraniční politiku sungské říše až do své smrti roku 1233. byla to doba hospodářských potíží, vytištění více než 300 milionů papírovách státovek přivodilo inflaci. Na stabilizaci cen prostřednictvím výkupu papírových peněz vláda utratila velké množství zlata a stříbra. Velké pozornosti se dostalo rozvoji sungského vojenského námořnictva, v době smrti Š’ Mi-jüana mělo 52 tisíc vojáků.
Od roku 1233 nějakou dobu císař vládl osobně. Roku 1234 uzavřel mírovou smlouvu s Mongolskou říší, která zničila říši Ťin a dobyla dříve jí ovládanou severní Čínu. Brzy poté císař předal faktickou vládu do rukou hlavních rádců. V čele palácového služebnictva po dvě desetiletí stáli mocní eunuchové Tung Sung-čchen a Lu Jün-šeng. Zatím se císař pohroužil do závav, přičemž značně rozšířil svůj harém. Jeho vláda podporovala sociální reformy, roku 1247 byly zřízeny státní útulky pro sirotky a od roku 1248 chudí dostávali zdarma léky ze státních lékáren.
Roku 1254 Mongolové započali s přípravou k válce s říší Sung a o čtyři roky později vypukly boje. Roku 1259 byl uzavřen (krátkodobý) mír, podle kterého Sungové předali Mongolům území severně od řeky Jang-c'-ťiang. Kvůli zlepšení hospodářské situace byly v letech 1263–1264 zkonfiskovány pozemky velkostatkářů. Stát tak získal do svých rukou pětinu říše.
Císařovi synové zemřeli všichni v raném věku, proto svým následníkem jmenoval synovce Čao Meng-čchiho. Císař Li-cung zemřel 16. listopadu 1264, načež na trůn nastoupil zmíněný synovec, znám je pod svým chrámovým jménem Tu-cung.